# François Chicou Duvert
Pour les articles homonymes, voir Duvert.
François Chicou Duvert, né le 30 janvier 1789 à Saint-Vallier-sur-Marne (France) et mort le 5 août 1841 à Saint-Charles-sur-Richelieu, est un patriote franco-canadien. 

## Biographie
Médecin, il est un des chefs des patriotes et réunit chez lui dans sa prairie de Saint-Charles l'Assemblée de Louis-Joseph Papineau dont il est un des deux vice-présidents. 
Capturé le 31 décembre 1837, il est libéré à l'amnistie le 8 juillet 1838 et finit sa vie à Saint-Charles. 
Jules Verne le mentionne dans le premier chapitre de la deuxième partie de son roman Famille-Sans-Nom.
Sa demeure, la plus ancienne de Saint-Charles, habitation de bois typiquement québécoise, est classée,.